# Scrophularia rubricaulis
Scrophularia rubricaulis är en flenörtsväxtart som beskrevs av Pierre Edmond Boissier. Scrophularia rubricaulis ingår i släktet flenörter, och familjen flenörtsväxter. Inga underarter finns listade i Catalogue of Life.